# Lorenzo Delponte
Lorenzo Delponte (Castelnuovo Belbo, 30 maggio 1865 – 18 dicembre 1942) è stato un vescovo cattolico italiano.

## Biografia
Mons. Lorenzo Delponte nacque a Castelnuovo Belbo, nell'attuale provincia di Asti e in diocesi di Acqui, il 31 maggio 1865, in una casa ancora oggi abitata in regione Ponti, presso la riva sinistra del Belbo, poco dopo il cimitero del paese.
Entrato giovanissimo in seminario, fu ordinato presbitero il 25 febbraio 1888 dal vescovo Giuseppe Maria Sciandra.
Nel 1891 il vescovo Giuseppe Marello lo inviò parroco a Castel Boglione, ove rimase fino al 1920: fondò una cassa rurale per aiutare i contadini, i mezzadri e i cosiddetti "schiavandari", ad affrancarsi dai padroni e a diventare proprietari della terra da loro coltivata. Intraprese la costruzione della chiesa parrocchiale su progetto dell'architetto Giuseppe Gualandi.
Nel 1914 venne eletto vescovo di Alghero, ma rinunciò per portare a compimento le opere intraprese come parroco.
Dal 1914 al 1920 insegnò Teologia nel seminario diocesano, pur continuando contemporaneamente le mansioni di parroco di Castel Boglione.
Nel febbraio 1920 fu nominato vicario generale della diocesi.
Il 5 settembre 1923 fu nominato vescovo titolare di Oropo ed ausiliare di Acqui. Ricevette la consacrazione il 30 novembre, nella cattedrale di Acqui, dall'arcivescovo di Vercelli Giovanni Gamberoni, co-consacranti i vescovi Giovanni Oberti ed Emanuele Mignone.
Nel marzo 1924 fu nominato amministratore apostolico della diocesi.
Il 14 maggio 1926 divenne vescovo di Acqui.
Si distinse per la statura morale, l'impegno, l'attenzione verso i suoi fedeli che visitò più volte nelle loro comunità, soprattutto le più lontane da Acqui. Generoso e caritatevole, dotato di grande sensibilità, fu il primo, fra tutte le autorità, a giungere sui luoghi della disastrosa alluvione che si abbatté sul territorio di Molare e di Ovada il 13 agosto 1935, in seguito al cedimento della diga.
Fondò l'Opera diocesana per le vocazioni, il bollettino "Voca operarios" e, negli anni dal 1923 al 1937, promosse una serie di interventi strutturali di restauro del seminario, che definiva "pupilla dei miei occhi", "giardino della diocesi".
Convinto assertore della partecipazione dei laici alla vita ecclesiale, nel 1938 indisse il sinodo diocesano, che lasciò come testamento spirituale alla Chiesa acquese.
Morì il 18 dicembre 1942. Fu sepolto nella cripta della cattedrale di Acqui.
Il 29 luglio 2012, nell'ingresso della scuola primaria di Castelnuovo Belbo, intitolata a mons. Lorenzo Delponte, è stato collocato un bassorilievo Archiviato il 5 marzo 2016 in Internet Archive., raffigurante il suo volto, realizzato dallo scultore Alessandro Guardini.

## Genealogia episcopale
La genealogia episcopale è:
- Cardinale Scipione Rebiba
- Cardinale Giulio Antonio Santori
- Cardinale Girolamo Bernerio, O.P.
- Arcivescovo Galeazzo Sanvitale
- Arcivescovo Ludovico Ludovisi
- Cardinale Luigi Caetani
- Cardinale Ulderico Carpegna
- Cardinale Paluzzo Paluzzi Altieri degli Albertoni
- Papa Benedetto XIII
- Papa Benedetto XIV
- Papa Clemente XIII
- Cardinale Marcantonio Colonna
- Cardinale Giacinto Sigismondo Gerdil, B.
- Cardinale Giulio Maria della Somaglia
- Cardinale Carlo Odescalchi, S.I.
- Cardinale Costantino Patrizi Naro
- Cardinale Lucido Maria Parocchi
- Cardinale Andrea Carlo Ferrari
- Arcivescovo Giovanni Gamberoni
- Vescovo Lorenzo Delponte